# Berry Powel
Berry Powel (ur. 2 maja 1980 w Utrechcie) – holenderski piłkarz występujący na pozycji napastnika w klubie GVVV.

## Kariera
Powel zawodową karierę rozpoczął w 2003 roku w FC Den Bosch, grającym w Eerste divisie. W sezonie 2003/2004 wraz z zespołem awansował do Eredivisie. W lidze tej zadebiutował 15 sierpnia 2004 w wygranym 1:0 meczu z ADO Den Haag, a 16 października 2004 w wygranym 2:1 spotkaniu z RBC Roosendaal strzelił swojego pierwszego gola w Eredivisie. W sezonie 2004/2005 spadł z klubem z powrotem do Eerste divisie. W kolejnym sezonie został królem strzelców tych rozgrywek, mimo iż po 26. kolejkach (z 38), w styczniu 2006 odszedł do angielskiego Millwall. W Championship pierwszy mecz rozegrał 31 stycznia 2006 przeciwko Cardiff City (1:1). Na boisko wszedł wówczas w 57. minucie, zmieniając Bena Maya, a w 60. minucie zdobył wyrównującą bramkę dla Millwall. Był to jednocześnie jedyny gol strzelony przez Powela w barwach tego klubu. Do końca sezonu 2005/2006 zagrał tam 12 ligowych meczach, a po spadku Millwall do League One, wrócił do Holandii.
Został wówczas graczem De Graafschap, występującego w Eerste divisie. W sezonie 2006/2007 został królem strzelców ligi, a także wywalczył z klubem awans do Eredivisie. W De Graafschap występował do stycznia 2008. Następnie był zawodnikiem innych zespołów Eredivisie – FC Groningen oraz ADO Den Haag. Na sezon 2009/2010 ADO wypożyczyło Powela do De Graafschap, grającego już w Eerste divisie.
Od 2010 roku grał w Hiszpanii, gdzie reprezentował barwy drużyn Gimnàstic Tarragona (Segunda División) oraz Huracán Valencia CF (Segunda División B). 5 czerwca 2012 roku podpisał kontrakt z hiszpańskim Elche CF z Segunda División. W sierpniu 2013 odszedł z tego klubu. Następnie, w styczniu 2014 przeszedł do Heraclesa Almelo, grającego w Eredivisie, podobnie jak Roda JC Kerkrade, do której odszedł w lutym tego samego roku.
Od połowy 2014 roku Powel grał w barwach drużyn z trzeciej ligi holenderskiej – Kozakken Boys, IJsselmeervogels, DVS '33 oraz GVVV.
W Eredivisie rozegrał 108 spotkań i zdobył 15 bramek.